# Commission nationale de contrôle des techniques de renseignement
La Commission nationale de contrôle des techniques de renseignement (CNCTR), appelée Commission nationale de contrôle des interceptions de sécurité (CNCIS) jusqu'en 2015, est une autorité administrative indépendante française qui veille à ce que les techniques de recueil de renseignement soient mises en œuvre conformément au code de la sécurité intérieure (CSI).

## Localisation
Elle est située au 32 rue de Babylone, dans le 7e arrondissement de Paris en proximité avec l'hôtel de Cassini. Elle était située auparavant à l'hôtel de Broglie, 35 rue Saint-Dominique, également dans le 7e arrondissement.

## Historique
En 1991, une Commission nationale de contrôle des interceptions de sécurité (CNCIS) est instituée par la loi du 10 juillet 1991 relative au secret des correspondances émises par la voie des télécommunications à la suite de la condamnation de la France par la Cour européenne des droits de l'homme (CEDH) dans les affaires Kruslin et Huving contre France. Elle a pour rôle d’émettre un avis au Premier ministre, après une décision d’autoriser « les interceptions de correspondances émises par la voie des communications électroniques ayant pour objet de rechercher des renseignements intéressant la sécurité nationale, la sauvegarde des éléments essentiels du potentiel scientifique et économique de la France, ou la prévention du terrorisme, de la criminalité et de la délinquance organisées et de la reconstitution ou du maintien de groupements dissous en application de la loi du 10 janvier 1936 sur les groupes de combat et les milices privées ».
En 2006, la loi relative à la lutte contre le terrorisme prévoit que l'accès aux données de connexion par les autorités policières ne soit plus soumis à l'autorisation d'un magistrat — et donc effectué sous contrôle judiciaire (sachant que selon l’article 66 de la Constitution, le juge judiciaire est « gardien des libertés individuelles ») — mais simplement à celle d'un haut fonctionnaire de la police nommé par la CNCIS.
En 2015, la loi relative au renseignement crée à sa place la CNCTR. Son avis est désormais rendu à la demande d’un ministre et avant la décision du Premier ministre.
Le 25 juin 2015, une question de constitutionnalité a été soulevée concernant la loi relative au renseignement : le fait que des députés sont membres de la « Commission nationale de contrôle des techniques de renseignement » ne contrevient-il pas au principe de séparation des pouvoirs, principe garanti par l'article 16 de la Déclaration de 1789) ? Le 23 juillet 2015, le Conseil constitutionnel a répondu que dès lors que les membres du Parlement y sont minoritaires, et qu'« ils sont astreints, en vertu du troisième alinéa de l'article L. 832-5 du code de la sécurité intérieure, au respect des secrets protégés aux articles 226-13 et 413-10 du code pénal », la présence de membres du Parlement au sein de cette commission « n'est pas de nature à porter atteinte au principe de la séparation des pouvoirs ».

## Rôle
La mise en œuvre en France des techniques, des accès administratifs aux données de connexion, des interceptions de sécurité, de la sonorisation de certains lieux et véhicules et de la captation d’images et de données informatiques et des mesures de surveillance des communications électroniques internationales est soumise à autorisation préalable du Premier ministre, délivrée après avis de la CNCTR.
L’autorisation est délivrée sur demande écrite et motivée du ministre des Armées, du ministre de l’Intérieur, du ministre de la Justice ou du ministre l’Économie et des Finances.
Pour l’accomplissement de ses missions, la commission :
- reçoit communication de toutes demandes et autorisations  ;
- dispose d’un accès permanent, complet et direct aux relevés, registres, renseignements collectés, ainsi qu’aux dispositifs de traçabilité des renseignements collectés et aux locaux où sont centralisés ces renseignements ;
- est informée à tout moment, à sa demande, des modalités d’exécution des autorisations en cours ;
- peut solliciter du Premier ministre tous les éléments nécessaires à l’accomplissement de ses missions, y compris lorsque la technique de recueil de renseignement mise en œuvre n’a fait l’objet ni d’une demande, ni d’une autorisation ou ne répond pas aux conditions de traçabilité, à l’exclusion des éléments communiqués par des services étrangers ou par des organismes internationaux ou qui pourraient donner connaissance à la commission, directement ou indirectement, de l’identité des sources des services spécialisés de renseignement ;
- peut solliciter du Premier ministre tout ou partie des rapports de l’inspection des services de renseignement (ISR) ainsi que des rapports des services d’inspection générale des ministères portant sur les services qui relèvent de leur compétence, en lien avec les missions de la commission.

La commission répond aux demandes d'avis du Premier ministre, du président de l'Assemblée nationale, du président du Sénat et de la délégation parlementaire au renseignement (DPR) et établit chaque année un rapport public.

## Composition
La CNCTR est composée de neuf membres :
- deux députés et deux sénateurs, désignés de manière à assurer une représentation pluraliste du Parlement ;
- deux membres du Conseil d’État, d’un grade au moins égal à celui de conseiller d'Etat, nommés par le vice-président du Conseil d’État (mandat de six ans, renouvelés par moitié tous les trois ans) ;
- deux magistrats hors hiérarchie de la Cour de cassation, nommés conjointement par le premier président et par le procureur général de la Cour de cassation (mandat de six ans, renouvelés par moitié tous les trois ans) ;
- une personnalité qualifiée pour sa connaissance en matière de communications électroniques, nommée sur proposition du président de l’Autorité de régulation des communications électroniques et des postes (Arcep) (mandat de six ans).

Le président de la commission est nommé par décret du président de la République, après avis public de la commission permanente compétente de chaque assemblée, parmi les membres magistrats administratifs ou judiciaire. 
Le mandat des membres n’est pas renouvelable.
Les membres de la commission sont autorisés ès qualités à connaître des informations ou des éléments d’appréciation protégés et les travaux de la commission sont couverts par le secret de la défense nationale.

## Activités
Si la loi du 10 juillet 1991 prévoit que la CNCIS n'exerce qu'un contrôle a posteriori des autorisations d'interception, la pratique du contrôle préalable à la décision d'autorisation a été instaurée avec l'accord du Premier ministre dès les premiers mois de fonctionnement de la Commission. Son avis consultatif est généralement suivi par le Premier ministre, qui prend la décision, et le Groupement interministériel de contrôle (GIC), qui l'exécute.
Le 21 janvier 2010, la commission autorise les ministères de l'Intérieur et de la Défense à obtenir la liste des appels téléphoniques passés depuis un poste sans demander d'autorisation à l'opérateur de communications éléctroniques (OCE).
La CNCIS évoque seulement une « période d'essai » jusqu'en janvier 2011, où les ministères de l'Intérieur et de la Défense pouvaient s'adresser directement au Groupement interministériel de contrôle (GIC), pour obtenir la liste des appels, la Commission n'exerçant qu'un contrôle a posteriori, au moins une fois par semaine. La CNCIS assure n'avoir autorisé en aucun cas les enquêteurs à demander les listings directement aux OCE.
En 2014, la CNCIS dispose d'un quota de 2 190 interceptions, autrement dit, elle ne peut autoriser que 2 190 personnes à la fois. L'écoute administrative ne concerne pas seulement les téléphones personnels des « objectifs », mais aussi des téléphones susceptibles d’être utilisés par ces « objectifs », pouvant être « testés » et « retestés » périodiquement.
À la suite des attentats de janvier 2015 en France, ce quota passe à 2 700 interceptions simultanées.
Le rapport annuel de la CNCTR indique qu'en 2018, 22 308 personnes ont fait l’objet d’au moins une mesure de surveillance sur le territoire national, ce qui correspond à une augmentation annuelle de l'ordre de 3 %.
La CNCTR indique souhaiter, en juin 2020, étendre son contrôle aux fichiers dits « fichiers de souverainneté » des différents services secrets, tels que CRISTINA, Biopex, Doremi, Sirex et Sartrac mais sans succès : « la volonté d’approfondissement du contrôle a posteriori manifestée par la commission s’est heurtée au refus, presque unanime, opposé par les services de renseignement ».

## Succession des membres

### Présidents
Présidents de la CNCIS :
- Paul Bouchet nommé le 25 septembre 1991[J 11]
- Dieudonné Mandelkern nommé le 13 septembre 1997[J 12]
- Jean-Louis Dewost nommé le 29 septembre 2003[J 13]
- Hervé Pelletier nommé le 3 octobre 2009[J 14]
- Jean-Marie Delarue nommé le 26 juin 2014[J 15].

| Identité               | Période          | Période           |
| Identité               | Début            | Fin               |
| ---------------------- | ---------------- | ----------------- |
| Francis Delon          | 1er octobre 2015 | 30 septembre 2021 |
| Serge Lasvignes        | 3 octobre 2021   | 31 janvier 2025   |
| Solange Moracchini (d) | 1er février 2025 | 27 mars 2025      |
| Vincent Mazauric (d)   | 28 mars 2025     |                   |

### Représentants de l'Assemblée nationale
- François Massot, 19 juillet 1991
- Bernard Derosier, 24 mai 1993
- Jean-Michel Boucheron, 3 juillet 1997
- Henri Cuq, 3 juillet 2002
- Bernard Derosier, 20 mars 2003
- Daniel Vaillant, 1er août 2007
- Jean-Jacques Urvoas, 1er août 2010

### Représentants du Sénat
- Marcel Rudloff, 17 juillet 1991
- Jacques Thyraud, 26 mars 1992
- Jacques Golliet, 22 octobre 1992
- Jean-Paul Amoudry, 14 octobre 1995
- Pierre Fauchon, 18 septembre 1998
- André Dulait, 6 novembre 2001
- Jacques Baudot, 26 octobre 2004
- Hubert Haenel, 4 juillet 2007
- Jean-Jacques Hyest, 4 septembre 2010

## Administration
Sous l’autorité du président, le secrétaire général est chargé de la direction et du fonctionnement des services, dont il assure la gestion administrative et financière. En 2015, la commission comprend en outre une secrétaire-comptable, une assistante et un chauffeur.